# The Man in the Iron Mask (George Gordon McCrae)

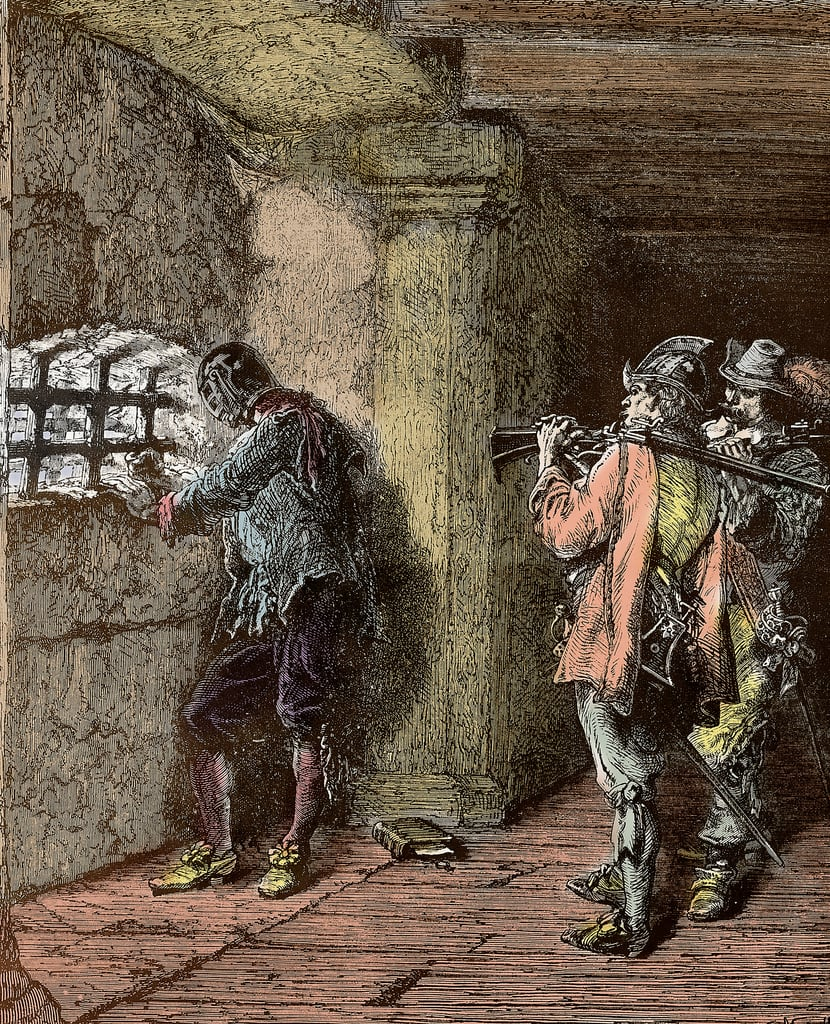
Człowiek w Żelaznej Masce w swojej celi

The Man in the Iron Mask – poemat brytyjsko-australijskiego poety George'a Gordona McCrae (1833-1927), opublikowany w 1873 w Melbourne nakładem oficyny George'a Robertsona. Bohaterem utworu jest słynny, nieznany z imienia francuski więzień z XVII wieku, nazywany Człowiekiem w Żelaznej Masce (fr. L'Homme au Masque de Fer), którego tożsamość była przedmiotem wielu teorii spiskowych. Poemat jest napisany wierszem białym (blank verse), czyli nierymowanym pentametrem jambicznym, mówiąc prościej dziesięciozgłoskowcem sylabotonicznym, w którym akcenty spoczywają na parzystych sylabach wersu.

Bounds within bounds, and everlasting bars
Sunk in deep sockets of unyielding stone;
Bars on the seaward face, and these I touch;
The space between,—a Temple of the Winds,
Where eyes, and eyes alone, may venture in,
Set in the castle’s wall, through which I view,
As through the chamber of a telescope,
The seemingly illimitable sea,—
A sight I never tire of,—whose expanse
Is endless in its aspects and its tints;

W wielu miejscach poematu można zauważyć zastosowanie aliteracji, czyli współbrzmienia początkowego: To-day all crisply curled in clear green waves, Pulls a slow, solemn stroke, of hollow sound, Or seemed to sleep, in that mysterious mood, Of sudden stricken silver, trembling rang/Sweetly sonorous, czy And cobwebbed crossings of a corded maze. W poezji angielskiej aliteracja bardzo często rekompensuje brak rymu w utworach pisanych wierszem białym. Była w niej zresztą używana wcześniej, już w epoce anglosaskiej, zanim wprowadzono do niej rym. W tekst poematu są też wplecione rymowane piosenki.